# العلاقات الجنوب إفريقية الماليزية
العلاقات الجنوب أفريقية الماليزية هي العلاقات الثنائية التي تجمع بين جنوب أفريقيا وماليزيا.

## مقارنة بين البلدين
هذه مقارنة عامة ومرجعية للدولتين:
| وجه المقارنة                                              | جنوب أفريقيا | ماليزيا       |
| --------------------------------------------------------- | --- | ------------- |
| المساحة (كم2)                                             | 1.22 مليون | 330.29 ألف    |
| عدد السكان (نسمة)                                         | 57.73 مليون | 31.62 مليون   |
| الكثافة السكانية (ن./كم²)                                 | 47.32 | 95.73         |
| العاصمة                                                   | بريتوريا، بلومفونتين، كيب تاون | كوالالمبور    |
| اللغة الرسمية                                             | لغة إنجليزية، اللغة الأفريقانية، اللغة النديبلي الجنوبية، اللغة السوثو الشمالية، اللغة السوتية، لغة سوازي، اللغة التسونجا، اللغة التسوانية، اللغة الفيندية، اللغة الكوسية، اللغة الزولوية | لغة ماليزية   |
| العملة                                                    | راند جنوب أفريقي | رينغيت ماليزي |
| الناتج المحلي الإجمالي (بليون دولار)                      | 349.42 مليار | 314.50 مليار  |
| الناتج المحلي الإجمالي (تعادل القوة الشرائية) بليون دولار | 725.91 مليار | 817.43 مليار  |
| الناتج المحلي الإجمالي الاسمي للفرد دولار أمريكي          | 5.72 ألف | 9.77 ألف      |
| الناتج المحلي الإجمالي للفرد دولار أمريكي                 | 13.05 ألف | 25.64 ألف     |
| مؤشر التنمية البشرية                                      | 0.666 | 0.779         |
| رمز المكالمات الدولي                                      | +27 | +60           |
| رمز الإنترنت                                              | .za | .my           |
| المنطقة الزمنية                                           | ت ع م+02:00، أفريقيا/جوهانسبرغ ‏ | ت ع م+08:00   |

## منظمات دولية مشتركة
يشترك البلدان في عضوية مجموعة من المنظمات الدولية، منها:
| علم المنظمة | اسم المنظمة                        | تاريخ انضمام جنوب أفريقيا | تاريخ انضمام ماليزيا |
| ----------- | ---------------------------------- | ------------------------- | -------------------- |
|             | مؤسسة التنمية الدولية              | 12 أكتوبر 1960            | 24 سبتمبر 1960       |
|             | يونسكو                             | 4 نوفمبر 1946             | 16 يونيو 1958        |
|             | وكالة ضمان الاستثمار متعدد الأطراف | 10 مارس 1994              | 6 ديسمبر 1991        |
|             | الأمم المتحدة                      | 7 نوفمبر 1945             | 17 سبتمبر 1957       |
|             | دول الكومنولث                      | 11 ديسمبر 1931            | ?                    |
|             | الفريق المعني برصد الأرض           | ?                         | ?                    |
|             | الاتحاد البريدي العالمي            | ?                         | ?                    |
|             | البنك الدولي للإنشاء والتعمير      | 27 ديسمبر 1945            | 7 مارس 1958          |
|             | المنظمة الهيدروغرافية الدولية      | ?                         | ?                    |
|             | الاتحاد الدولي للاتصالات           | 1910                      | 3 فبراير 1958        |
|             | منظمة حظر الأسلحة الكيميائية       | ?                         | ?                    |
|             | مؤسسة التمويل الدولية              | 3 أبريل 1957              | 20 مارس 1958         |
|             | منظمة التجارة العالمية             | 1995                      | ?                    |
|             | منظمة الشرطة الجنائية الدولية      | ?                         | ?                    |

## وصلات خارجية
- موقع وزارة الخارجية الجنوب أفريقية
- موقع وزارة الخارجية الماليزية